# Ємен на Чемпіонаті світу з водних видів спорту 2015
Ємен взяв участь у Чемпіонаті світу з водних видів спорту 2015, який пройшов у Казані (Росія) від 24 липня до 9 серпня.

## Плавання
Плавці Ємену виконали кваліфікаційні нормативи в дисциплінах, які наведено в таблиці (не більш як 2 плавці на одну дисципліну за часом нормативу A, і не більш як 1 плавець на одну дисципліну за часом нормативу B):
Чоловіки
| Спортсмен          | Дисципліна          | Попередній заплив | Попередній заплив | Півфінал        | Півфінал        | Фінал           | Фінал           |
| Спортсмен          | Дисципліна          | Час               | Місце             | Час             | Місце           | Час             | Місце           |
| ------------------ | ------------------- | ----------------- | ----------------- | --------------- | --------------- | --------------- | --------------- |
| Ебрагім Аль-Малекі | 50 м вільним стилем | 27.55             | 100               | Завершив виступ | Завершив виступ | Завершив виступ | Завершив виступ |
| Ебрагім Аль-Малекі | 50 м на спині       | 34.19             | 67                | Завершив виступ | Завершив виступ | Завершив виступ | Завершив виступ |
| Юсеф Аль-Нехмі     | 50 м батерфляєм     | 30.53             | 72                | Завершив виступ | Завершив виступ | Завершив виступ | Завершив виступ |

Жінки
| Спортсменка     | Дисципліна       | Попередній заплив | Попередній заплив | Півфінал         | Півфінал         | Фінал            | Фінал            |
| Спортсменка     | Дисципліна       | Час               | Місце             | Час              | Місце            | Час              | Місце            |
| --------------- | ---------------- | ----------------- | ----------------- | ---------------- | ---------------- | ---------------- | ---------------- |
| Нуран Ба Матраф | 200 м брасом     | 3:07.78           | 49                | Завершила виступ | Завершила виступ | Завершила виступ | Завершила виступ |
| Нуран Ба Матраф | 100 м батерфляєм | 1:14.43           | 67                | Завершила виступ | Завершила виступ | Завершила виступ | Завершила виступ |